# 斛律羌挙
斛律 羌挙（こくりつ きょうきょ、生没年不詳）は、中国の北魏末から東魏にかけての軍人。本貫は太安郡。

## 経歴
斛律謹の子として生まれた。代々部落の首長をつとめる家柄の生まれであった。北魏に仕えて龍驤将軍・武川鎮将となった。爾朱兆の入洛に従って、戦功を挙げた。高歓が爾朱兆を破ると、これに帰順した。東魏の天平年間、大都督に任ぜられ、歩騎3千を率いて西魏の夏州を襲撃して勝利した。天平4年（537年）、高歓が西魏を討つのに従った。東魏の軍が黄河を渡ると、高歓は諸将を集めて次の進軍先を協議した。斛律羌挙は宇文泰に食糧がなく速戦速決したがっていることを指摘し、戦いを避けて咸陽におもむくべきことを主張した。しかし諸将に反対意見が多く、渭曲で戦って東魏の軍は敗れた（沙苑の戦い）。
天平末年、潁川の張倹が乱を起こし、西魏と通謀したので、斛律羌挙は都督の侯景・高昂らに従ってこれを攻撃して破った。538年、青州刺史に任ぜられ、密県侯に封ぜられた。興和初年、中軍大都督となり、まもなく東夏州刺史に転じた。高歓が懐遠夷を招諭しようとしたとき、斛律羌挙が使者として立ち、阿伏至羅におもむいて成功をおさめた、36歳で東夏州で死去した。都督并恒二州諸軍事・恒州刺史の位を追贈された。
子に斛律孝卿がおり、北斉の後主の下で尚書令となった。後に北周の武帝に帰順して納言上士となり、隋の開皇年間には太府卿・民部尚書をつとめた。

## 伝記資料
- 『北斉書』巻20 列伝第12
- 『北史』巻53 列伝第41